# G.Hoshalli, Mandya
G.Hoshalli là một làng thuộc tehsil Mandya, huyện Mandya, bang Karnataka, Ấn Độ.